# Aline Godfrin

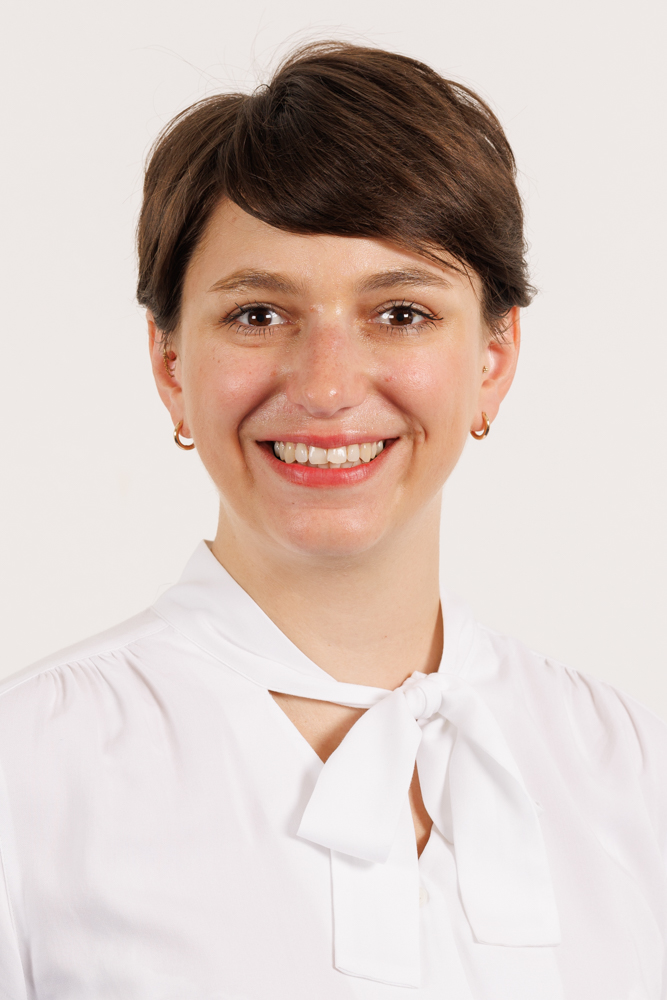
Aline Godfrin

Aline Godfrin (Dinant, 25 september 1987) is een Belgisch politica voor de liberale MR.

## Biografie
Godfrin behaalde in 2009 een bachelor in de politieke wetenschappen en de bestuurswetenschappen aan de ULB en in 2011 een postgraduaat in multi-level- en regionaal bestuur aan de Universiteit van Edinburgh.
Na haar studies ging ze voltijds aan de slag in de politiek, voor de partij MR. Van 2012 tot 2013 was ze politiek adviseur van de MR-fractie in het Waals Parlement en van 2013 tot 2014 politiek adviseur voor werk en volksgezondheid voor de Senaatsfractie van de partij. Daarna was Godfrin van juli tot september 2014 als politiek adviseur voor economie, werk en overheidsbedrijven verbonden aan de MR-fractie in de Kamer van volksvertegenwoordigers en van oktober 2014 tot september 2019 politiek adviseur voor federaal beleid en parlementaire relaties op het kabinet van eerste minister Charles Michel. Nadien werd ze politiek secretaris van de MR-fractie in het Brussels Hoofdstedelijk Parlement, een functie die ze uitoefende van 2019 tot 2024.
Bij de gemeenteraadsverkiezingen van oktober 2018 was Godfrin kandidaat in de stad Brussel, maar ze werd niet verkozen. Van juni tot september 2024 was ze OCMW-raadslid van de stad en nadien werd ze in september 2024 gemeenteraadslid ter vervanging van Dominique De Backer, die besloot om de politiek te verlaten. Bij de verkiezingen van oktober 2024 werd Godfrin herkozen in deze functie.
In juni 2024 kwam ze op bij de verkiezingen voor het Brussels Hoofdstedelijk Parlement. Ze werd niet rechtstreeks verkozen, maar kon toch zitting nemen in het Brussels Parlement als vervanger van ontslagnemend federaal minister Hadja Lahbib. Nadat Lahbib in december 2024 Europees Commissaris werd en het Brussels Parlement definitief verliet, werd Godfrin vast lid van deze assemblee. In het Brussels Parlement werd zij ondervoorzitter van de commissie Financiën en Algemene Zaken, alsook in december 2024 voorzitter van de commissie Binnenlandse Zaken.
Ook was Godfrin van 2018 tot 2024 federaal regeringscommissaris bij het Paleis voor Congressen, de vzw die het Brusselse congrescentrum Square beheert, van 2019 tot 2021 bestuurder bij de Nationale Loterij van België en van 2021 tot 2024 bestuurder bij BIO, de Belgische Investeringsmaatschappij voor Ontwikkelingslanden. Sinds 2022 is ze tevens voorzitter van de raad van bestuur van concertzaal Botanique.